# Opstand van Kassel-Ambacht

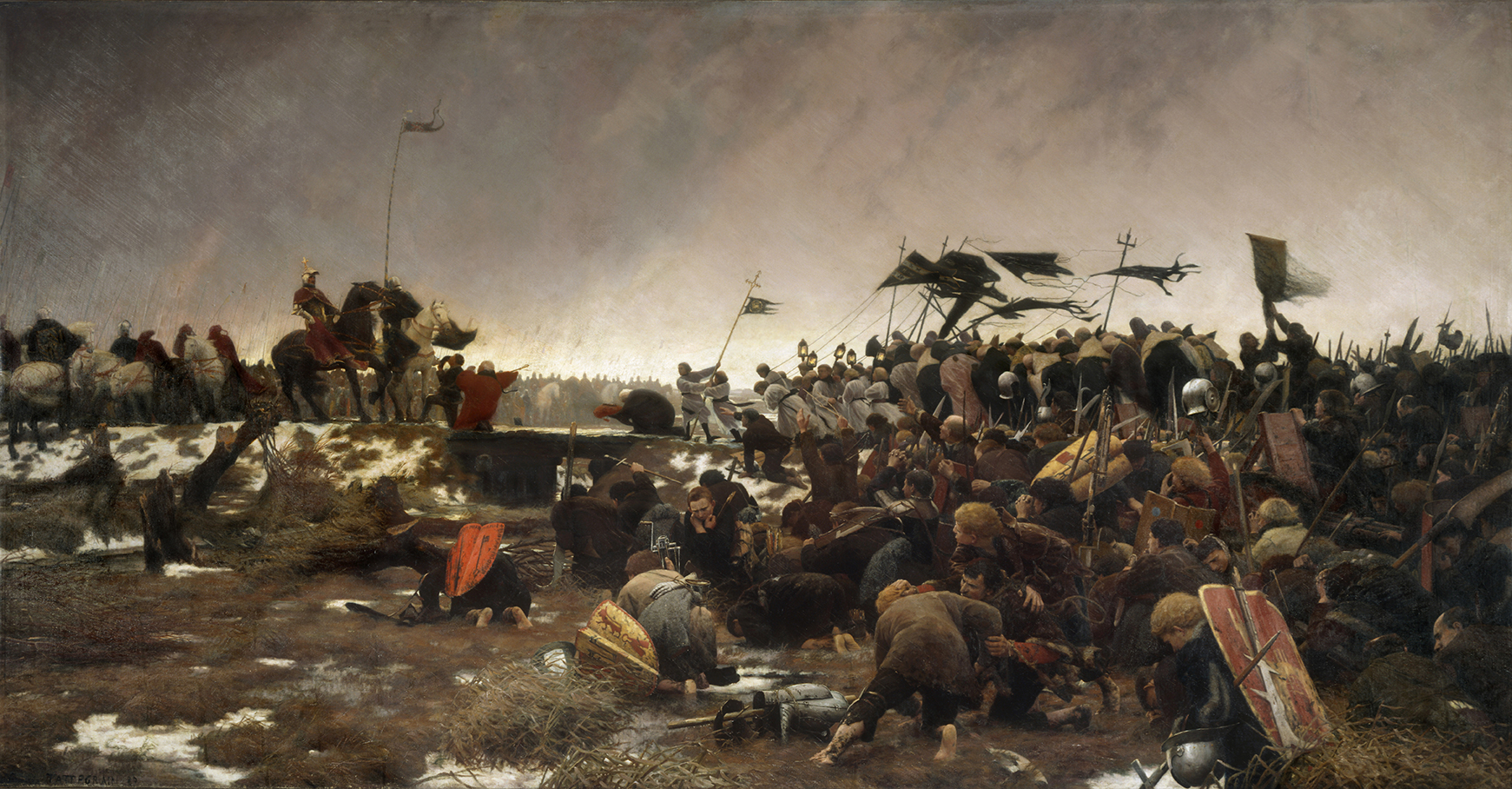
De Kasselnaren onderwerpen zich aan hertog Filips de Goede in het moeras van Saint-Omer (Francis Tattegrain, 1887)

De Opstand van Kassel-Ambacht was een boerenopstand in het graafschap Vlaanderen in de jaren 1427-1431. De landlieden van Kassel-Ambacht kwamen in opstand tegen de centralisatiepolitiek van hertog Filips de Goede, maar moesten de duimen leggen. Het meest gedetailleerde verslag van de opstand is te vinden in de kroniek toegeschreven aan Olivier van Dixmude.

## Context
In het land van Kassel heerste onvrede omdat de hoogbaljuw Colaert van der Clite de boetes op vechtpartijen had verhoogd. Hij maakte zich schuldig aan uitbuiting. Zijn beleid werd gezien als de exponent van de onpopulaire centralisatiepolitiek van Filips de Goede, de Bourgondische hertog die recent was aangetreden als landsheer. De plattelandsbevolking nam de wapens op voor het behoud van hun gewoonterecht en oude privileges. Dit werd een aantal jaren volgehouden dankzij verwikkelingen in de Honderdjarige Oorlog die de aandacht van Filips de Goede opeisten, maar uiteindelijk moesten de rebellen inbinden.

## Verloop
In 1427 kwamen vijfhonderd Kasselnaren bijeen in Terwaan om hun leiders Boudewijn van Bavikhove en Jacques Lotten te machtigen de boeteordonnantie van Filips de Goede aan te vechten bij het Parlement van Parijs, een gerechtshof dat toen werd gecontroleerd door de Engelsen. De twee werden in Parijs onderschept door agenten van Filips en teruggevoerd naar Vlaanderen. De Kasselnaren weigerden echter hun beroep in te trekken. Zes of zeven van hen kregen om die reden verbanningen opgelegd in Gent. Aangezocht door de hertog gingen afgevaardigden van de Vier Leden naar Kassel-Ambacht om de redelijkheid van diens standpunt te verdedigen, maar dat kon het verzet niet bedaren.
Filips had er genoeg van en stuurde de soeverein-baljuw en de baljuws van Vlaanderen aan het hoofd van een troepenmacht naar Kassel om zijn besluit met de wapens af te dwingen. Op 4 december 1427 zetten vijfduizend manschappen zich op weg. Terwijl ze kampen opsloegen in Berkijn en Meregem, verschansten de streekbewoners hun achtduizend manschappen op vier of vijf plaatsen. Te Kassel onderhandelden de heer van Horne en de baljuw van Veurne, te midden van geruchten over mogelijke nachtelijke aanvallen op Sint-Winoksbergen en Poperinge. De gesprekken sprongen af op de eis van de Kasselnaren om de ballingen terug te roepen en de gevangenen vrij te laten. De hertog, die op veroveringstocht was in het graafschap Holland, lijkt zijn leger te hebben teruggetrokken. In elk geval gebeurde er gedurende een periode niets. 
Voor het Parlement van Parijs bekwamen de opstandelingen in september 1429 dat Colaert van der Clite en zijn drie luitenanten Pieter van Delft, Dirk van Hazebroek en Filip Coornhuyse werden gesommeerd om zich tegen 10 februari 1430 te komen verantwoorden voor het schenden van privileges. Filips de Goede zond een nieuwe strafexpeditie naar Kassel. Deze keer kreeg de soeverein-baljuw achtduizend man mee en tachtig ruiters. Begin 1430 vroegen de Vier Leden de hertog om het conflict zonder oorlogsgeweld op te lossen, maar ze kregen geen gehoor. Op 13 januari ging de koninklijke sergeant Jehan le Maistre in Terwaan het bevel van het Parlement de Parijs tegen Van der Clite voorlezen. Hij wilde hetzelfde doen in Sint-Omaars (Saint-Omer), maar het stadsbestuur verhinderde dat.
Het conflict sleepte aan omdat Filips in 1430 werd opgeslorpt door het Beleg van Compiègne, waar hij Jeanne d'Arc in handen kreeg. Ook moest hij oorlog voeren in het graafschap Namen en het prinsbisdom Luik. Ondertussen bestookten de twee kampen elkaar in Kassel. De opstandelingen, die bemiddeling door Robrecht van Vlaanderen in Hazebroek hadden afgewezen, probeerden hertogelijke voormannen te ontvoeren en intimideerden lokale stadsbesturen. Toen de baljuw Colaert van der Clite in Terwaan hun man Arnold Kieken en vijf kompanen vatte, trokken Hannin Mettenbaerde en Simon de Bats in december 1430 met honderden rebellen naar diens kasteel in Ruisscheure. Beide partijen beschikten over artillerie. Het garnizoen capituleerde en het kasteel werd verwoest.
Hoewel oorlog in de lucht hing, zou het nooit tot een open veldslag komen. Bij de Nieuwegracht in de buurt van Sint-Omaars gaf een eerste groep opstandelingen zich vanaf 11 januari 1431 over aan de hertog. Een kleine week later volgde de onderwerping: in de kou van Sint-Antoniusdag gingen vierduizend Kasselnaren met onbedekt hoofd en barrevoets door de modder en wierpen zich op hun blote knieën voor de hertog. Filips verkocht zijn amnestie duur. Hij liet alle wapens inleveren in De Walle, legde zesduizend nobel boete op, liet honderden gijzelaars nemen en verklaarde alle privileges opgeheven. Arnold Kieken en zijn vijf kompanen liet hij onthoofden, Boudewijn van Bavikhove levenslang opsluiten. Ook stelde hij een onderzoekscommissie in naar de gebeurtenissen. Deze kwam op 31 mei 1431 met haar bevindingen. Weer volgden hoge boetes, met afbetalingen tot 1433, en ook moesten de Kasselnaren afzien van hun procedure in Parijs. In juli 1434 werden de laatste schikkingen getroffen en was de opstand definitief voorbij.